# Батталова, Шарбан Батталовна
Шарбан Батталовна Батталова (15 августа 1921, Шетский район, Карагандинская область — 2000, Алматы), учёный, доктор химических наук (1970), профессор (1972), академик НАН РК (1989), заслуженный деятель науки и техники РК (1993).

## Биография
Происходит из подрода Керней рода Каракесек племени Аргын.
Окончила химический факультет МГУ (1948) и аспирантуру (1952).
В 1956—1959 годах организовала кафедру химии в Казахском женском педагогическом институте.
Основные научные работы посвящены алюмосиликатным катализам и исследованию физико-химических основ получения и применения катализаторов и адсорбентов из бетонитов.
Награждена орденом «Знак Почета».

## Сочинения
- Физико-химические и каталитические свойства вермикулита. — Алма-Ата, 1982.
- Физико-химические основы получения и применения катализаторов и адсорбентов из бентонитов. — Алма-Ата, 1986.

## Семья
Муж — Зиманов, Салык (академик). Трое детей.